# Andre Hills
Andre Hills ist ein ehemaliger US-amerikanischer Basketballspieler. Er lief in den späten 1980er Jahren für den Bundesligisten Spvgg Ludwigsburg auf.

## Laufbahn
Hills studierte und spielte von 1983 bis 1985 an der Troy University (US-Bundesstaat Alabama). In der Saison 84/85 gelangen ihm 20,9 Zähler je Einsatz, damit stellte er in der Kategorie Saison-Punkteschnitt einen damals gültigen Rekord für die Hochschulmannschaft auf.
Er wurde Berufsbasketballspieler und war in der Saison 1985/86 als Mitglied des FC Bayern München bester Korbschütze der deutschen 2. Basketball-Bundesliga und stieg mit dem FCB in die Bundesliga auf, wechselte aber anschließend den Verein. Hills stand im Spieljahr 1987/88 bei der Spvgg Ludwigsburg in der deutschen Basketball-Bundesliga unter Vertrag. Mit 554 während der Punktrunde erzielten Zählern führte er in dieser Saison die Bundesliga-Korbschützenliste an. Bei einem 109:94-Erfolg über den FC Bayern München gelangen ihm damals 59 Punkte, was seinerzeit eine Bestmarke für jemals in einer Bundesliga-Partie verbuchte Zähler bedeutete.